# 6.25 전쟁의 대한민국 국군 포로
6.25 전쟁의 대한민국 국군 포로(國軍捕虜)는 한국 전쟁 기간 동안 전투 중 조선인민군과 중국인민지원군에 생포되거나 항복한 한국군 포로를 말한다. 1953년 휴전협정 체결시 유엔사령부가 발표한 자료에 따르면 전쟁 중 포로로 붙잡히거나 실종된 한국군을 8만2,000여명으로 추산했다. 조선민주주의인민공화국은 최종적으로 유엔군 5,100여명과 한국군 8,800여명만을 돌려보냈다. 나머지는 모두 조선 인민군에 재입대하거나 북에 전향했고 일부는 포로수용소에서 숨졌다는 핑계를 대며 송환하지 않았다.

## 국군 포로 귀환 문제
1994년 조창호 소위를 시작으로 대한민국으로 돌아온 국군 포로는 2015년 현재 80여 명에 이른다.
대한민국 정부가 파악한 북한 생존 국군 포로만 540여 명, 휴전 후 납북된 민간인도 400여 명으로 추산된다. 남한에서는 대한민국 정부가 이들의 귀환 문제를 북한과의 대화 의제에도 포함시키지 못하고 있다는 비난이 보수층을 중심으로 상당하다. 국군 포로 문제에 관심을 보이는 이들은, 2000년 6.15 남북정상회담 1년 후에 김대중 대통령이 비전향장기수 64명을 전원 북송하는 조치를 취하였으나, 이후 2006년까지 김대중, 노무현 대통령을 지나면서도 대한민국 정부는 국군 포로와 납북자들을 송환 시키기 위한 어떤 뚜렷한 노력도 보이지 않고 있다고 비판받고 있다.
북한측의 입장은 다음과 같다. 비전향 장기수와 국군 포로 문제는 전혀 별개라 주장하고 있으며,북한측은 한국 전쟁 당시 북한에 남은 국군 포로는 모두 스스로 원하여 북한을 선택함으로써 '해방전사'(인민군)로 편입되었으며 따라서 휴전협정에서 송환한 8,726명의 국군 포로 이외에는 단 한명의 포로도 없다고 밝히고 있다. (국방부 자료 참고)
1953년 체결된 휴전협정에 따라 전쟁 포로 송환이 이루어졌으나, 수많은 국군 포로들이 송환대상에서 제외되어 오늘날 북한에 억류된 채 남아있다. 6·25전쟁 국군 포로 문제는 국가가 국군 포로 송환에 필요한 모든 수단을 동원하여 반드시 해결되어야 할 사안이다. 그러나 역대 정부로부터 현 정부에 이르기까지 우리정부는 국군 포로 문제를 해결하는 데 제대로 된 성과를 얻어내지 못했다. 가장 큰 이유는 북한당국이 아예 국군 포로의 존재조차 인정하지 않고 있기 때문이다. 주지하는 바와 같이, 고령의 국군 포로 당사자들 가운에 이미 상당수가 사망하였으며, 생존자들도 수명연한이 얼마 남지 않은 상황이다. 더욱이 국군 포로들은 북한체제의 전체주의적 속성으로 인해 인권적으로도 매우 열악한 상황에 처해 있는 것으로 파악되고 있다. 이는 당사자와 가족의 고통을 염두에 두고 볼 때, 정부가 인도주의적 차원에서 반드시 해결해야 하는 이유이다. 전쟁피로자(포로)나 피납자가 그 원래 소속국가로 송환되는 것으로 즉, ‘제자리’로 복귀하는 것은 인권의 회복이며 그렇게 되도록 노력하는 것은 국가의 책무이자 국가이성의 발현이 아닐 수 없다. 우리는 북한에 생존해 있는 국군 포로의 생사확인, 가족상봉, 송환문제해결, 제3국으로 탈북한 국군 포로와 가족의 안전한 송환, 귀환한 국군 포로의 안정적인 정착지원 등 국군 포로가 처한 상황에 맞는 해결책을 강구해 나가야 할 것이다. 아울러 북한 지역에 있는 국군유해발굴사업도 지속적으로 추진해 나가야 할 것이다.
한편, 한국 전쟁 참전용사 및 국군 포로 출신으로 구성된 재미 국군 포로 송환위원회가 국제 형사 재판소(ICC)와 유엔 인권위원회(UNHCR)에 211년 2월과 4월 각각 북한을 상대로 고소장과 진정서를 제출한 것으로 알려졌다. 고소장과 진정서는 북한이 휴전협정에 따라 송환해야 할 국군 포로 대다수를 송환대상에서 제외시켜 억류한 뒤 인권탄압을 해 왔다면서 생존해 있는 것으로 추정되는 500여명을 조속히 송환할 것을 촉구했다. 1953년 휴전협정 체결 때 유엔군 사령부가 유엔에 제출한 자료는 6·25전쟁 국군 포로 및 실종자를 8만 2,000여명으로 추정했다. 북은 이 중 8300여명만 송환했다. 북에 억류된 7만명이 넘는 국군 포로들은 '괴뢰군 포로'라는 딱지를 붙이고 불발탄 처리, 탄광의 발파공, 벌목공 등 위험하고 고된 작업을 강요받으며 인간 이하의 삶을 살아왔다고 생환 포로들은 증언했다.

### 관련 통계
- 1953년 휴전협정에 의거 송환된 포로 수치

(출처: 국방부 발행 국군포로의 실상과 대책 자료, 단위 명)
| 구분                                | 공산측 => 유엔측 | 공산측 => 유엔측 | 공산측 => 유엔측 | 유엔측 => 공산측 | 유엔측 => 공산측 | 유엔측 => 공산측 |
| 구분                                | 소계             | 한국군           | 유엔군           | 소계             | 북한군           | 중공군           |
| ----------------------------------- | ---------------- | ---------------- | ---------------- | ---------------- | ---------------- | ---------------- |
| 부상병 포로 송환 (리틀 스위치 작전) | 684              | 471              | 213              | 6,670            | 5,640            | 1,030            |
| 일반 포로 송환 (빅 스위치 작전)     | 12,773           | 7,862            | 4,911            | 75,823           | 70,183           | 5,640            |
| 추가 포로 송환                      | 12               | 10               | 2                | 765              | 296              | 469              |
| 총계                                | 13,469           | 8,343            | 5,126            | 83,258           | 76,119           | 7,139            |

1953년 6·25 전쟁 정전 협정 회담 당시 유엔군사령부는 포로가 되었을 가능성이 높은 국군 실종자를 8만 2,000여명으로 추산했으며 북한 역시 전쟁 기간 대략 10만명의 포로를 잡았다고 선전했지만,막상 송환 시점이되자 숫자를 터무니없이 줄이고 통계 도표에 기재된 8,343명의 국군 포로만 송환하였다.
미송환된 실제 국군 포로 추정 수치는 추계(推計) 방식에 따라 달라지는데 많게는 6만9000~9만4000명, 적게는 2만~4만1000명으로, 대략 4만~5만명으로 추정한다.
2014년 유엔 북한인권조사위원회(COI) 특별보고관의 〈유엔북한인권상세보고서〉에서는 북한이 억류한 국군 포로의 수를 5만~7만명으로 추정하였다.
한편 휴전협정 당시 유엔군사령관 마크 클라크 대장은“공산 측은 한국전쟁 초기에 5만명의 한국군 포로를 전선에서 석방하여 공산군에 강제 편입시킨 바 있었다”고 '회고록 다뉴브강에서 압록강까지'에서 적시하였다.
또한 공산군 측 역시 휴전회담에서 5만여명에 달하는 국군 포로들의 행방을 추궁하는 유엔군 측에게“인도적 차원에서 현장에서 석방했다”고 주장했다.

## 6.25 전쟁 기간 중 발표되었던 포로 명부
1951년 7월부터 시작된 정전 협정 과정에서 유엔군과 공산군 양 측이 각각 포로수용소에 수용하고 있는 포로들의 명부 교환에 합의하여1951년 12월부터 1952년 1월 동안 국군 포로 명부가 언론에 보도되었다.
- 국군 포로 명부 (1)
- 국군 포로 명부 (2)
- 국군 포로 명부 (3)
- 국군 포로 명부 (4)
- 국군 포로 명부 (5)
- 국군 포로 명부 (6)
- 국군 포로 명부 (7)
- 국군 포로 명부 (8)
- 국군 포로 명부 (9)
- 국군 포로 명부 (10)
- 국군 포로 명부 (11)
- 국군 포로 명부 (12)
- 국군 포로 명부 (13)
- 국군 포로 명부 (14)
- 국군 포로 명부 (15)
- 국군 포로 명부 (16)
- 국군 포로 명부 (17)
- 국군 포로 명부 (18)
- 국군 포로 명부 (19)
- 국군 포로 명부 (20)
- 국군 포로 명부 (21)

## 휴전 이후 국군 포로 귀환자
※ 계급은 포로가 되었던 당시 계급
- 1994년 10월 23일: 조창호 소위 귀환[9]
- 1997년 12월 24일: 양순용 일등병 귀환
- 1998년 9월 30일: 장무환 일등병 귀환
- 1998년 12월 14일: 김복기, 박동일 귀환
- 1999년 4월 7일: 손재술 귀환
- 1999년 5월 10일: 허판영 귀환
- 2000년 3월 31일: 김기호 귀환
- 2000년 ?월 ?일: 유영복 일등병 귀환
- 2000년 7월 29일: 허재석 하사 귀환
- 2000년 9월 2일: 강상권, 김인준, 노준기, 유진호, 허형직 (이상 가명) 귀환
- 2001년 1월 31일: 박기출, 이기형 귀환
- 2003년 12월 24일: 전용일 이등병 귀환
- 2004년 4월 30일: 백종규 일등병 유골 송환
- 2005년 ?월 ?일: 장선생 중위 귀환[10][11]
- 2011년 김모 귀환[12]

## 국군 포로 현황
대략 6만여명의 미송환 국군 포로 중 현재 500여명이 살아 있는 것으로 추정된다.
한편 미국 국방부 비밀해제 문서(미·러 전쟁 포로·실종자 공동위원회'가 1993년 작성한 보고서)는 한국 전쟁 당시 수천명의 국군 포로와 연합군 포로들이 북한에서 소련의 수용소로 보내진 것으로 보고있다.

## 같이 보기
- 한국 전쟁 포로 교환 문제
- 빅 스위치 작전
- 베트남 전쟁의 대한민국 국군 포로

## 국군 포로 출신 수기 및 회고록
- 전쟁 기간 중 탈출한 국군 포로
  - 장백산에서 임진강까지(1976): 이기봉 - 제7보병사단 직할 공병대대 하사 출신
  - 풍운의 별(1990): 박정인 - 제6보병사단 19연대 소령(작전장교) 출신
  - 포로의 수기(2003): 최춘영 - 제8보병사단 21연대 대위(정훈장교) 출신
- 포로 교환 때 귀환한 국군 포로
  - 한국전쟁과 국군포로 - 지옥의 증언(1999): 권경호 - 제2보병사단 32연대 소위(통신장교) 출신
  - 돌아온 패자 - 6.25 국군포로 체험기(2001): 박진홍 - 제7보병사단 배속 학도병 출신
  - 내 심장의 파편(2013): 임익순 - 수도사단 26연대 대령(부사단장) 출신

- 정전 후 탈북한 국군 포로
  - 돌아온 사자(死者)(1995) 조창호 - 육군본부 직할 101포병대대 소위(관측장교) 출신
  - 내 이름은 똥간나새끼였다(2008): 허재석  - 수도사단 26연대 하사(소총수) 출신
  - 운명의 두 날(2011): 유영복 - 제5보병사단 27연대 일등병(소총수) 출신

## 참고 자료
- 잊혀진 영웅 ① '목숨 건 귀환' 국군포로…'급' 따진 국방부
- 잊혀진 영웅 ② 생존자 파악 손놓더니…'죽음'까지 외면
- 잊혀진 영웅 ③ 비핵화에 묻힌 희생, 尹정부 '마지막 기회
- 잊혀진 영웅 ④ 신원식 "영웅의 희생, 걸맞게 대우해야"
- 잊혀진 영웅 ⑤ 北 "돌아갈 사람" 묻더니, 기관총 난사…'괴뢰군 포로' 딱지 대물림
- 6.25 전쟁과 국군 포로 - 국방부 군사편찬연구소 보관됨 2023-03-27 - 웨이백 머신
- Why 北에 남겨진 '라이언 일병(생존 국군 포로)' 500명… 아무도 찾지 않는다
- 국군 포로 6만명이 종군위안부보다 못하다는 말인가?
- 살아서 돌아온 국군 포로 허재석의 아오지 탄광 체험 증언 보관됨 2017-06-06 - 웨이백 머신